# Christus Koningkerk (Geleen)
De Christus Koningkerk is een parochiekerk in de Geleense wijk Kluis, gelegen aan Kluis 19.

## Geschiedenis
Na de Tweede Wereldoorlog breidde Geleen zich sterk uit in zuidelijke richting, mede door de opgevoerde kolenproductie in de Staatsmijn Maurits. Naast de drie reeds gevormde parochies in Geleen, werd in 1948 daarom de Kluisparochie opgericht. Aanvankelijk werd de Sint-Janskluis als parochiekerk gebruikt, maar die was te klein. In 1949 werd een noodkerk in de Kummenaedestraat betrokken. De uiteindelijke kerk werd in 1951 aanbesteed en werd in 1953 ingezegend. Architect was Harry Koene. Rond de kerk kwamen nog een jongens- en een meisjesschool, een kleuterschool, een pastorie, een buurtcentrum en een Groene Kruisgebouw. Zowel bij de noodkerk als bij de uiteindelijke kerk bestond de angst voor mijnschade, reden waarom de kerk niet voorzien werd van een hoge toren, maar van een verhoogde vieringtoren. Verschillende vensters werden ontworpen door kunstenaar Eugène Quanjel.

## Gebouw
De kerk is een bakstenen kruisbasiliek met een verhoogde vieringtoren met zuilengaanderijen als galmgaten en gedekt door een tentdak.
Het interieur wordt overwelfd door een vlak plafond en toont schoon metselwerk. Het orgel werd door de firma Pels geplaatst in 1953 en bevat een aantal onderdelen afkomstig van een hervormde kerk op Texel.